# Discografia di Arca

## Album

### Album in studio
| Anno | Titolo | Classifiche | Classifiche | Classifiche | Classifiche | Classifiche | Classifiche | Classifiche | Classifiche | Classifiche | Classifiche |
| Anno | Titolo | USA Dance   | USA Heat    | USA Indie   | UK          | UK Dance    | UK Indie    | UK DL       | JPN         | SPA         | BEL         |
| ---- | --- | ----------- | ----------- | ----------- | ----------- | ----------- | ----------- | ----------- | ----------- | ----------- | ----------- |
| 2006 | All Clear (come Nuuro) - Pubblicato: 27 settembre 2006 - Etichetta: Soundsister - Formato: CD, download digitale      | —           | —           | —           | —           | —           | —           | —           | —           | —           | —           |
| 2009 | The Reddest Ruby (come Nuuro) - Pubblicato: 22 maggio 2009 - Etichetta: autoprodotto - Formato: CD, download digitale | —           | —           | —           | —           | —           | —           | —           | —           | —           | —           |
| 2014 | Xen - Pubblicato: 3 novembre 2014 - Etichetta: Mute - Formato: CD, vinile, download digitale                          | 8           | 6           | 47          | —           | 17          | —           | —           | 109         | —           | —           |
| 2015 | Mutant - Pubblicato: 20 novembre 2015 - Etichetta: Mute - Formato: CD, vinile, download digitale                      | 9           | 20          | —           | —           | 30          | —           | —           | 109         | —           | —           |
| 2017 | Arca - Pubblicato: 7 aprile 2017 - Etichetta: XL - Formato: CD, vinile, download digitale                             | —           | 18          | 50          | —           | 10          | 22          | 83          | 181         | 87          | 46          |
| 2020 | Kick I - Pubblicato: 26 giugno 2020 - Etichetta: XL - Formato: CD, vinile, download digitale                          | —           | —           | —           | —           | 8           | —           | —           | 141         | —           | —           |
| 2021 | Kick II - Pubblicato: 30 novembre 2021 - Etichetta: XL - Formato: CD, vinile, download digitale                       | —           | —           | —           | —           | —           | —           | —           | —           | —           | —           |
| 2021 | Kick III - Pubblicato: 1º dicembre 2021 - Etichetta: XL - Formato: CD, vinile, download digitale                      | —           | —           | —           | —           | —           | —           | —           | —           | —           | —           |
| 2021 | Kick IV - Pubblicato: 2 dicembre 2021 - Etichetta: XL - Formato: CD, vinile, download digitale                        | —           | —           | —           | —           | —           | —           | —           | —           | —           | —           |
| 2021 | Kick V - Pubblicato: 3 dicembre 2021 - Etichetta: XL - Formato: CD, vinile, download digitale                         | —           | —           | —           | —           | —           | —           | —           | —           | —           | —           |

### Raccolte
| Anno | Titolo                                                                                     |
| ---- | ------------------------------------------------------------------------------------------ |
| 2022 | Kick - Pubblicato: 9 dicembre 2022 - Etichetta: XL - Formato: download digitale, streaming |

### Album di remix
| Anno | Titolo |
| ---- | --- |
| 2020 | Riquiquí;Bronze-Instances(1-100) - Pubblicato: 16 dicembre 2020 - Etichetta: XL - Formato: download digitale, streaming |

### Mixtape
| Anno | Titolo | Classifiche     |
| Anno | Titolo | UK Indie Break. |
| ---- | --- | --------------- |
| 2013 | &&&&& - Pubblicato: 23 luglio 2013, 18 settembre 2020 - Etichetta: autoprodotto, Hippos in Tanks, PAN - Formato: CD, vinile, download digitale | 19              |
| 2015 | Sheep - Pubblicato: 15 gennaio 2015 - Etichetta: autoprodotto - Formato: download digitale                                                     | —               |
| 2016 | Entrañas - Pubblicato: 4 luglio 2016 - Etichetta: autoprodotto - Formato: download digitale                                                    | —               |
| 2020 | @@@@@ - Pubblicato: 21 febbraio 2020 - Etichetta: XL - Formato: download digitale                                                              | —               |
| 2020 | ^^^^^ - Pubblicato: 2 maggio 2020 - Etichetta: autoprodotto - Formato: download digitale                                                       | —               |
| 2020 | ±±±±± - Pubblicato: 27 giugno 2020 - Etichetta: autoprodotto - Formato: download digitale                                                      | —               |

### DJ mix
| Anno | Titolo |
| ---- | --- |
| 2011 | Baron Foyel - Pubblicato: 6 ottobre 2011 - Etichetta: DIS Magazine - Formato: download digitale            |
| 2012 | FADER/MoMA PS1 Warm Up Mix - Pubblicato: 5 maggio 2012 - Etichetta: The Fader - Formato: download digitale |

## Extended Play
| Anno | Titolo                                                                                              | Classifiche | Classifiche |
| Anno | Titolo                                                                                              | USA         | UK          |
| ---- | --------------------------------------------------------------------------------------------------- | ----------- | ----------- |
| 2005 | In Transit (come Nuuro) - Pubblicato: 27 novembre 2005 - Etichetta: Poni Republic - Formato: N/A    | —           | —           |
| 2007 | Paper Heart (come Nuuro) - Pubblicato: 12 settembre 2007 - Etichetta: Poni Republic - Formato: N/A  | —           | —           |
| 2008 | Amigos (come Nuuro) - Pubblicato: 18 agosto 2008 - Etichetta: Poni Republic - Formato: N/A          | —           | —           |
| 2012 | Baron Libre - Pubblicato: 1 febbraio 2012 - Etichetta: UNO NYC - Formato: download digitale         | —           | —           |
| 2012 | Stretch 1 - Pubblicato: 19 aprile 2012 - Etichetta: UNO NYC - Formato: download digitale            | —           | —           |
| 2012 | Stretch 2 - Pubblicato: 6 agosto 2012 - Etichetta: UNO NYC - Formato: CD, vinile, download digitale | —           | —           |
| 2021 | Madre - Pubblicato: 22 gennaio 2021 - Etichetta: XL - Formato: download digitale, streaming         | —           | —           |

## Singoli
| Anno | Titolo                       | Album / mixtape di provenienza | Classifiche |
| Anno | Titolo                       | Album / mixtape di provenienza | US Dance    |
| ---- | ---------------------------- | ------------------------------ | ----------- |
| 2014 | Thievery                     | Xen                            | —           |
| 2014 | Now You Know                 | Xen                            | —           |
| 2014 | Xen                          | Xen                            | —           |
| 2015 | Wound/Sad Bitch              | Xen                            | —           |
| 2015 | Vanity                       | Mutant                         | —           |
| 2015 | Soichiro                     | Mutant                         | —           |
| 2015 | EN                           | Mutant                         | —           |
| 2015 | Front Load                   | Mutant                         | —           |
| 2015 | Monstruosidad                | /                              | —           |
| 2016 | Sin rumbo                    | Entrañas                       | —           |
| 2017 | Piel                         | Arca                           | —           |
| 2017 | Anoche                       | Arca                           | —           |
| 2017 | Reverie                      | Arca                           | —           |
| 2017 | Saunter                      | Arca                           | —           |
| 2017 | Desafío                      | Arca                           | —           |
| 2020 | Nonbinary                    | Kick I                         | —           |
| 2020 | Time                         | Kick I                         | —           |
| 2020 | Mequetrefe                   | Kick I                         | —           |
| 2020 | KLK (feat. Rosalía)          | Kick I                         | —           |
| 2020 | Knot                         | &&&&&                          | —           |
| 2021 | Madre (feat. Oliver Coates)  | Madre                          | —           |
| 2021 | Incendio                     | Kick III                       | —           |
| 2021 | Born Yesterday (feat. Sia)   | Kick II                        | 18          |
| 2021 | Prada/Rakata                 | Kick II                        | —           |
| 2021 | Electra Rex                  | Kick III                       | —           |
| 2021 | Queer (feat. Planningtorock) | Kick IV                        | —           |
| 2022 | Cayó                         | Kick                           | —           |
| 2022 | El alma que te trajo         | Kick                           | —           |
| 2022 | Ritual                       | Kick                           | —           |
| 2024 | Chama                        | /                              | —           |

## Altre partecipazioni
| Anno | Titolo                   | Altri artisti         | Album / mixtape di provenienza                    |
| ---- | ------------------------ | --------------------- | ------------------------------------------------- |
| 2016 | Medidation               | Babyfather            | BBF hosted by DJ Escrow                           |
| 2016 | Deep                     | Babyfather            | BBF hosted by DJ Escrow                           |
| 2016 | Snm                      | Babyfather            | BBF hosted by DJ Escrow                           |
| 2020 | Love & Basketball 2      | Dean Blunt            | Roaches 2012-2019 (Super Deluxe)                  |
| 2020 | Vanessa Casas            | Dean Blunt            | Roaches 2012-2019 (Super Deluxe)                  |
| 2020 | Amantes                  | Mutants1000000        | Mutants Vol. 1: 1312                              |
| 2020 | Mallorca                 | Mutants1000000        | Mutants Vol. 2: Riot                              |
| 2020 | Shifting                 | Oneohtrix Point Never | Magic Oneohtrix Point Never                       |
| 2020 | Skullqueen               | Mutants1000000        | Mutants Vol. 3: Seed                              |
| 2021 | Yo Si (Alma)             | Mutants1000000        | Mutants Vol. 4: Love                              |
| 2021 | Transients in the Render | Oliver Coates         | N/A                                               |
| 2021 | Risueño                  | Mutants1000000        | Mutants Vol. 5: Free                              |
| 2021 | Descent                  | N/A                   | Bottega Veneta, Issue 02 (in IssuedByBottega.com) |
| 2021 | Fetal                    | N/A                   | Bottega Veneta, Issue 02 (in IssuedByBottega.com) |
| 2021 | Levitator                | N/A                   | Bottega Veneta, Issue 02 (in IssuedByBottega.com) |
| 2021 | Threat                   | N/A                   | Bottega Veneta, Issue 02 (in IssuedByBottega.com) |
| 2021 | Vencer77                 | N/A                   | Bottega Veneta, Issue 02 (in IssuedByBottega.com) |
| 2021 | Wishbone                 | N/A                   | Bottega Veneta, Issue 02 (in IssuedByBottega.com) |
| 2021 | Woman To Woman           | N/A                   | Bottega Veneta, Issue 02 (in IssuedByBottega.com) |
| 2021 | SMOKEBENDING             | N/A                   | Acne Studios (sfilata Primavera Estate 2022)      |
| 2021 | Cicada                   | Sega Bodega           | Romeo                                             |
| 2021 | Birth                    | Mutants1000000        | Mutants Vol. 6: Home                              |

## Accrediti
| Anno | Titolo              | Artista               | Album                   | Accredito                                       |
| ---- | ------------------- | --------------------- | ----------------------- | ----------------------------------------------- |
| 2013 | The Redeemer        | Dean Blunt            | The Redeemer            | Produzione                                      |
| 2013 | New Slaves          | Kanye West            | Yeezus                  | Programmazione aggiuntiva                       |
| 2013 | Hold My Liquor      | Kanye West            | Yeezus                  | Programmazione aggiuntiva, scrittura            |
| 2013 | Send It Up          | Kanye West            | Yeezus                  | Programmazione aggiuntiva, scrittura            |
| 2013 | I'm In It           | Kanye West            | Yeezus                  | Programmazione aggiuntiva                       |
| 2013 | Blood on the Leaves | Kanye West            | Yeezus                  | Programmazione aggiuntiva                       |
| 2013 | Water Me            | FKA Twigs             | EP2                     | Produzione, produzione vocale, scrittura        |
| 2013 | Ultraviolet         | FKA Twigs             | EP2                     | Produzione, produzione vocale, scrittura        |
| 2013 | How's That          | FKA Twigs             | EP2                     | Produzione, scrittura                           |
| 2013 | Papi Pacify         | FKA Twigs             | EP2                     | Produzione, scrittura                           |
| 2014 | Lights On           | FKA Twigs             | LP1                     | Produzione, scrittura                           |
| 2014 | Hours               | FKA Twigs             | LP1                     | Produzione                                      |
| 2014 | Give Up             | FKA Twigs             | LP1                     | Produzione aggiuntiva                           |
| 2015 | Lionsong            | Björk                 | Vulnicura               | Produzione, programmazione                      |
| 2015 | History of Touches  | Björk                 | Vulnicura               | Produzione, programmazione                      |
| 2015 | Black Lake          | Björk                 | Vulnicura               | Produzione, programmazione                      |
| 2015 | Family              | Björk                 | Vulnicura               | Produzione, programmazione, composizione        |
| 2015 | Notget              | Björk                 | Vulnicura               | Produzione, programmazione, composizione        |
| 2015 | Atom Dance          | Björk                 | Vulnicura               | Produzione, programmazione                      |
| 2015 | Mouth Mantra        | Björk                 | Vulnicura               | Produzione, programmazione                      |
| 2015 | A Message           | Kelela                | Hallucinogen            | Produzione, scrittura, missaggio, registrazione |
| 2015 | Hallucinogen        | Kelela                | Hallucinogen            | Produzione, scrittura, missaggio                |
| 2016 | Meditation          | Babyfather            | BBF hosted by DJ Escrow | Featuring, produzione                           |
| 2016 | Deep                | Babyfather            | BBF hosted by DJ Escrow | Featuring, produzione                           |
| 2016 | Snm                 | Babyfather            | BBF hosted by DJ Escrow | Featuring, produzione                           |
| 2016 | Mine                | Frank Ocean           | Endless                 | Programmazione                                  |
| 2017 | Take Me Apart       | Kelela                | Take Me Apart           | Produzione aggiuntiva                           |
| 2017 | Enough              | Kelela                | Take Me Apart           | Produzione                                      |
| 2017 | Onanon              | Kelela                | Take Me Apart           | Produzione, scrittura                           |
| 2017 | Turn to Dust        | Kelela                | Take Me Apart           | Produzione, scrittura                           |
| 2017 | Arisen My Senses    | Björk                 | Utopia                  | Produzione, composizione                        |
| 2017 | The Gate            | Björk                 | Utopia                  | Produzione, composizione                        |
| 2017 | Sue Me              | Björk                 | Utopia                  | Produzione, composizione                        |
| 2017 | Claimstaker         | Björk                 | Utopia                  | Produzione, composizione                        |
| 2017 | Future Forever      | Björk                 | Utopia                  | Produzione, composizione                        |
| 2017 | Blissing Me         | Björk                 | Utopia                  | Produzione                                      |
| 2017 | Utopia              | Björk                 | Utopia                  | Produzione                                      |
| 2017 | Body Memory         | Björk                 | Utopia                  | Produzione                                      |
| 2017 | Courtship           | Björk                 | Utopia                  | Produzione                                      |
| 2017 | Losss               | Björk                 | Utopia                  | Produzione                                      |
| 2017 | Tabula Rasa         | Björk                 | Utopia                  | Produzione                                      |
| 2017 | Saint               | Björk                 | Utopia                  | Produzione                                      |
| 2019 | Take it Back        | Blood Orange          | Angel's Pulse           | Vocals                                          |
| 2021 | Human's Lament      | Juaki Pesudo          | singolo senza album     | Mastering                                       |
| 2021 | Tears in the Club   | FKA Twigs, The Weeknd | Caprisongs              | Produzione, scrittura                           |
| 2022 | Thank You Song      | FKA Twigs             | Caprisongs              | Produzione, scrittura                           |
| 2022 | Come For Me         | Shygirl               | Nymph                   | Produzione                                      |

## Remix
| Anno | Titolo                 | Artista                  |
| ---- | ---------------------- | ------------------------ |
| 2011 | Are You That Somebody? | Aaliyah                  |
| 2011 | Love You in Chains     | Nelly Furtado            |
| 2014 | Hips Don't Lie         | Shakira                  |
| 2015 | Lana Monument          | Lana Del Rey             |
| 2017 | Async                  | Ryūichi Sakamoto         |
| 2020 | Little Demon           | Frank Ocean              |
| 2021 | Rain on Me             | Lady Gaga, Ariana Grande |
| 2021 | Let Us Dance           | Beverly Glenn-Copeland   |
| 2022 | Big Science            | Laurie Anderson          |

## Videografia

### Video musicali
| Anno | Titolo                      | Regista                            |
| ---- | --------------------------- | ---------------------------------- |
| 2012 | Ass Swung Low               | Jesse Kanda                        |
| 2014 | Thievery                    | Jesse Kanda                        |
| 2014 | Now You Know                | Jesse Kanda                        |
| 2014 | Xen                         | Jesse Kanda                        |
| 2015 | Sad Bitch                   | Jesse Kanda                        |
| 2015 | Soichiro                    | Arca                               |
| 2015 | EN                          | Arca                               |
| 2015 | Vanity                      | Daniel Sannwald, Arca              |
| 2015 | Front Load                  | Jesse Kanda                        |
| 2016 | Sin rumbo                   | Jesse Kanda                        |
| 2017 | Anoche                      | Jesse Kanda                        |
| 2017 | Reverie                     | Jesse Kanda                        |
| 2017 | Desafío                     | Jesse Kanda                        |
| 2018 | Fetiche                     | Arca, Carlos Sáez                  |
| 2020 | @@@@@                       | Frederik Heyman                    |
| 2020 | Nonbinary                   | Frederik Heyman                    |
| 2020 | Time                        | Arca, Carlos Sáez, MANSON          |
| 2020 | Mequetrefe                  | Carlos Sáez, Arca, Kynan Puru Watt |
| 2021 | Madre (feat. Oliver Coates) | Aron Sanchez                       |
| 2021 | Born Yesterday (feat. Sia)  | KinkiFactory                       |
| 2021 | Prada/Rakata                | Frederik Heyman, Arca              |
| 2021 | Electra Rex                 | Carlota Guerrero, Arca             |
| 2022 | Cayó                        | Albert Moya                        |
| 2022 | El alma que te trajo        | Unax LaFuente, Arca                |
| 2022 | Ritual                      | Albert Moya                        |
| 2024 | Chama                       | STILLZ                             |

### Film collaborativi
| Anno | Titolo                                  | Registi           |
| ---- | --------------------------------------- | ----------------- |
| 2014 | Trauma                                  | Jesse Kanda, Arca |
| 2021 | C2C Festival × Fundaciòn Marcelo Burlon | Weirdcore TV      |